# Porsgrunn
Porsgrunn je přístavní a průmyslové město v oblasti Telemark na jihu Norska. Leží při ústí řeky Skien do Frierfjordu a v roce 2010 zde žilo 35 117 obyvatel.

## Historie
Obec se poprvé zmiňuje v roce 1576, roku 1653 se sem přemístila celnice z výše položeného Skienu a Porsgrunn se začal rozvíjet jako přístav. V 18. století zde žila řada významných rodin a roku 1764 byla založena samostatná farnost. Roku 1842 dostal Porsgrunn městská práva a 1864 k němu byla přičleněna obec Brevik.

## Průmysl
V Porsgrunnu je řada průmyslových podniků a závodů, například:
- Norsk Hydro (magnézium)
- Elkem (silikon)
- Yara International (dusičnatá hnojiva)
- Porsgrund Porcelænsfabrik (porcelán)
- Renewable Energy Corporation (solární energie)
- Isola (stavební materiály, krytiny)
- Norcem
- Eramet

## Známí rodáci
- Herolind Shala, fotbalista[1]
- bratři Jørgen, Jacob a Niels Aallovi, podnikatelé a politici
- Fredrik Brattberg, hudební skladatel a dramatik